# Rambla de Cervera
La rambla de Cervera o riu Sec és un corrent d'aigua intermitent situat a les comarques del nord del País Valencià, d'uns 50 km de llargària.

## Recorregut
La rambla naix de la confluència de diversos barrancs que baixen de la serra de Vallivana i d'en Seller, al terme municipal de Morella (els Ports).
Segueix el curs pels plans de Catí (Alt Maestrat) on rep el nom de rambla d'Antolí. Es dirigeix en direcció nord-est on la vall s'estreny a l'altura de la Venta de l'Aire, a la vora de la carretera N-232, per les muntanyes de la serra de l'Espadella. Superat aquest estret, el llit de la rambla pren una gran amplària, encara que poc profunda, amb una llera sinuosa i pedregosa on els materials més gruixuts se situen en la part superficial i per sota estan les arenes, llims i argiles.
Ja en terme de Cervera del Maestrat (Baix Maestrat), d'on pren el nom, la rambla torna a encaixonar-se entre els contraforts septentrionals de la serra de la Valldàngel. A Càlig ja encara els darrers quilòmetres per la plana abans de desembocar a la Mediterrània a Benicarló.